# Milan Anđelković
Milan Anđelković (Lubiana, 1º settembre 1981) è un allenatore di calcio ed ex calciatore sloveno, di ruolo difensore, tecnico del Primorje.

## Carriera

### Giocatore

#### Club
Ha giocato nella massima serie dei campionati sloveno e cipriota.

#### Nazionale
Ha giocato nelle nazionali giovanili slovene Under-20 ed Under-21.